# Deportivo Italiano Football Club del Uruguay
El Deportivo Italiano Football Club del Uruguay es un club uruguayo de fútbol con sede en Montevideo, fundado en 1999 como continuidad del Club Sportivo Italiano.
Luego de 20 años de inactividad, y tras la llegada de un grupo gerenciador, en 2022 volvió a competir en la Primera División Amateur (tercera categoría del futbol uruguayo), categoría en la que permanece actualmente.

## Historia
Deportivo Italiano fue fundado en 1999, luego de que fallaran los intentos para que el Sportivo Italiano pudiera volver a la competencia y cancelar las deudas contraídas. Participó de la Liga Metropolitana Amateur durante 4 años entre 1999 y 2002.

### Retorno
En 2022 el club retorna a la actividad competitiva de parte de un grupo gerencial a través de una SAD que originalmente iba a administrar a El Tanque Sisley, pero al no lograr solucionar los aspectos económicos de este club (abultadas deudas de años anteriores), terminaron mudando todo el plantel y cuerpo técnico desde El Tanque hacia el Deportivo Italiano, club que fue "revivido" luego de 20 años sin actividad.
El equipo y su parcialidad han protagonizado varios incidentes violentos desde el retorno del club a la competencia, entre ellos se contabilizan: la pedrea al omnibus de Bella Vista, la golpiza brutal a los futbolistas de Mar de Fondo (con consecuencias en la justicia), batalla campal contra futbolistas de Villa Teresa, amenazas y golpes frente a Rocha, amenazas y agresiones contra la delegación de Frontera Rivera, etc.

## Símbolos

### Escudo y bandera
Tradicionalmente el escudo del club contiene la bandera italiana, adaptada a distintos formatos.
Para 2022 se dio el cambio más significativo, con el retorno del club a la actividad, simplificando su imagen y adoptando una versión casi calcada del escudo del Deportivo Italiano argentino.
Evolución del escudo de Deportivo Italiano
|  |  |

## Uniforme
- Uniforme titular: Camiseta azul, pantalón blanco, medias azules.
- Uniforme alternativo: Camiseta blanca, pantalón azul, medias blancas.

## Plantel

### Dirección técnica
- Richard Preza 2022 - 2023
- Marcelo Carrasco 2023
- Damián Enríquez 2005 - presente

## Datos estadísticos del club
Datos actualizados para la temporada 2025 inclusive.
- Temporadas en Primera División: 0
- Temporadas en Segunda División: 0
- Temporadas en Tercera División: 8 (1999-2002, 2022-Presente)